# Гоголівська селищна територіальна громада
Гоголівська селищна об'єднана територіальна громада — об'єднана територіальна громада в Україні, у Миргородському районі Полтавської області. Адміністративний центр — селище Гоголеве.
Утворена 14 червня 2019 року шляхом об'єднання Гоголівської селищної ради та Устивицької сільської ради Великобагачанського району.

## Населені пункти
До складу громади входять 1 селище (Гоголеве) і 9 сіл: Грянчиха, Дакалівка, Кульбашне, Мар'янське, Матяшівка, Михайлівка, Підлуки, Псільське та Устивиця.